# Nam June Paik

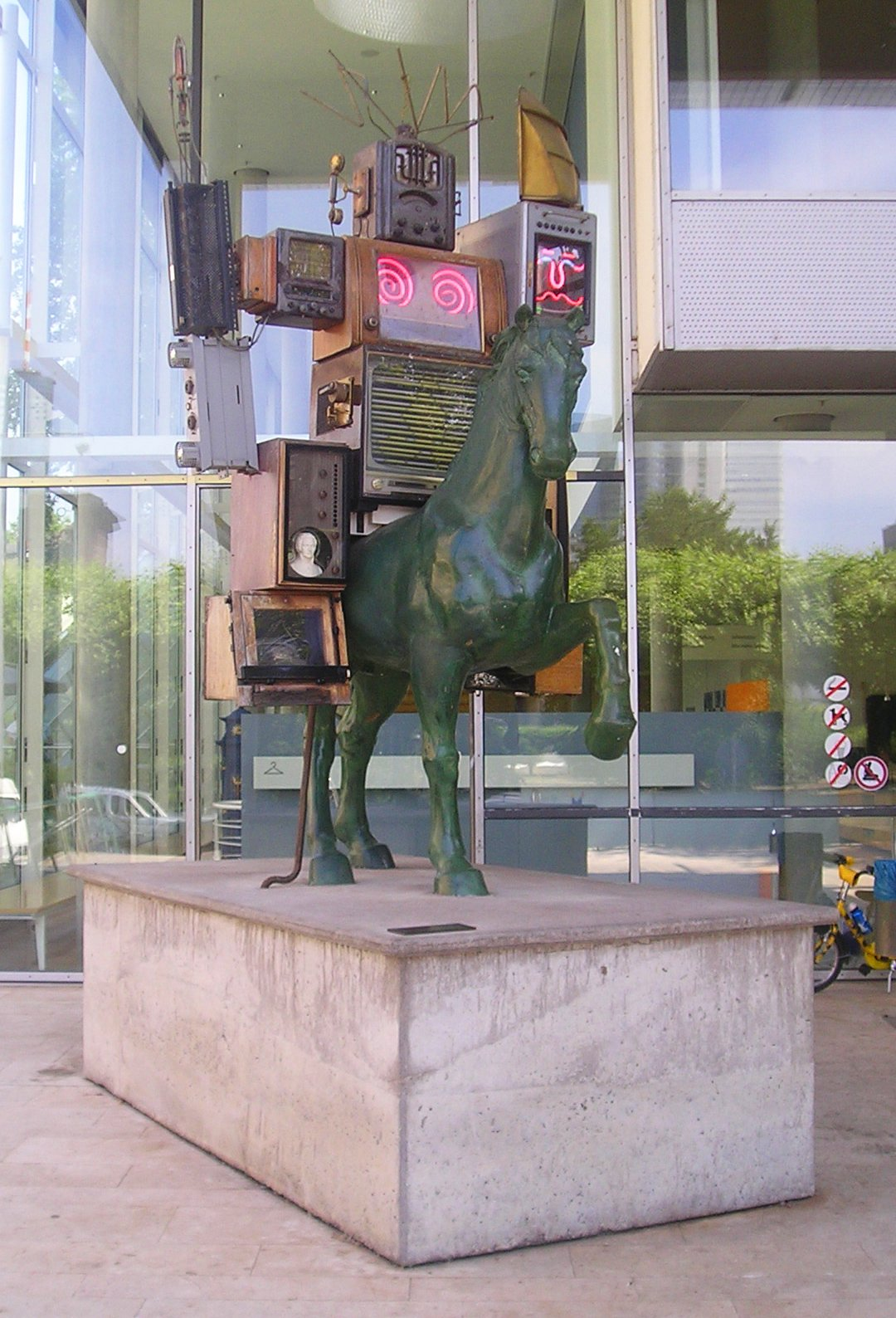
Skulptura lui Nam June Paik "Pre-Bell-Man" din fața Muzeului Comunicației din Frankfurt pe Main

Nam June Paik (n. 20 iulie 1932 în Seoul, Coreea de Sud – d. 29 ianuarie 2006 în Miami, Florida, SUA) a fost un muzician și artist plastic american originar din Coreea de Sud, unul dintre părinții artei video și mediale apărută în anii 1960.

## Importanța artistică
Nam June Paik a fost un pionier al artei video care, inspirat fiind de Karl Otto Götz, s-a preocupat de posibilitățile televiziunii și televizorului ca mediu pentru arta sa.
 De formație a fost compozitor, avându-l drept profesor în Köln, Germania, pe renumitul muzician Karlheinz Stockhausen. A făcut parte din mișcarea artistică internațională "Fluxus". În cadrul acesteia a dat concerte la Wiesbaden, Amsterdam, Copenhaga, Paris și Düsseldorf.
În 1963 a instalat la Galeria Parnaß din Wuppertal, Germania, 32 monitoare de televiziune cu imagini prelucrate subtil. Relația sa cu mediile tehnologice a continuat de exemplu cu performance-ul Opera Sextronique Paik (1967). Mai târziu va explora sculptura pe televizor, arta satelitului, obiecte roboți și ecrane imense. Între 1979 și 1996 a fost profesor la Kunstakademie Düsseldorf (Academia de arte Düsseldorf), petrecându-și însă cel mai mult timp la New York.
Paik sugerează că arta ar trebui să îmbrățișeze tehnologiile societății în care există. El este deseori desemnat drept „părintele artei video”, totuși, primele instalații în circuit închis de TV le-a realizat Les Levine, iar Wolf Vostell a fost primul care a realizat modificări tehnice (cu scopuri artistice) la tuburile de televizor, în aceeași perioadă.